# Buenavista, Jesús Carranza
Buenavista är en ort i Mexiko.   Den ligger i kommunen Jesús Carranza och delstaten Veracruz, i den sydöstra delen av landet, 500 km öster om huvudstaden Mexico City. Buenavista ligger 63 meter över havet och antalet invånare är 341.
Terrängen runt Buenavista är huvudsakligen platt. Buenavista ligger uppe på en höjd. Runt Buenavista är det ganska glesbefolkat, med 29 invånare per kvadratkilometer. Närmaste större samhälle är Venustiano Carranza, 14,7 km nordost om Buenavista. Omgivningarna runt Buenavista är en mosaik av jordbruksmark och naturlig växtlighet.